# Lightner Witmer
Lightner Witmer (ur. 28 czerwca 1867, zm. 19 lipca 1956) – psycholog, uważany za ojca psychologii klinicznej. Twórca i popularyzator tego terminu. Założyciel Kliniki Psychologicznej na Uniwersytecie Pensylwanii, stanowiącej pierwszy na świecie ośrodek zajmujący się problemami psychologicznymi konkretnych osób (w tym przypadku problemami w zakresie osiągnięć szkolnych i trudności wychowawczych dzieci).
Witmer w roku 1888 ukończył studia z tytułem bakałarza, a następnie podjął magisterskie studia uzupełniające w zakresie psychologii na Uniwersytecie Pensylwanii pod kierunkiem Jamesa Cattela, współcześnie znanego jako jeden z ważniejszych badaczy w teorii inteligencji. Profesor Cattel w roku 1891 przeniósł się do Nowego Jorku, zaś Witmer wyjechał do Niemiec, gdzie podjął studia doktoranckie pod kierunkiem Wilhelma Wundta. Po powrocie z Niemiec, Witmer przejął na Uniwersytecie Pensylwanii stanowisko opuszczone przez Cattela. Prowadził liczne prace doświadczalne, wspólnie z Edwardem Titchenerem założył grupę psychologów, jaka następnie ukonstytuowała Towarzystwo Psychologów Eksperymentalnych (Society of Experimental Psychologists). Był także zainteresowany przełożeniem akademickich rozważań na grunt praktyczny, co zaowocowało założeniem Kliniki Psychologicznej w roku 1896. Jedenaście lat później, w roku 1907, założył także czasopismo naukowe o takiej samej nazwie (The Psychological Clinic), którego podtytuł brzmiał: „Czasopismo na rzecz badania i leczenia opóźnienia umysłowego i dewiacji”. Witmer stworzył podwaliny pod dział określany współcześnie psychologią szkolną. Na tym gruncie reprezentował podejście idiograficzne, nazywane „klinicznym”, w jakim nacisk jest położony na próbę zrozumienia jednostkowego indywiduum, niejako w przeciwieństwie do podejścia nomotetycznego, które w większym stopniu dąży do odkrycia praw ogólnych.
Mimo swej sugestywnej nazwy, Klinika Psychologiczna nie była czymś w rodzaju oddziału szpitalnego, czy sanatorium. Określenie „klinika” (oraz podobnie „kliniczna” w terminie „psychologia kliniczna”) było używane przez Witmera jako wskazujące na sposób postępowania badacza, specyficzną metodę prowadzenia badań i praktyki psychologicznej, nie zaś jako wyrażenie związku tego działu psychologii z medycyną. W rzeczywistości Klinika Psychologiczna Witmera była raczej odpowiednikiem współczesnego gabinetu psychologicznego, do jakiego zgłasza się osoba pragnąca skorzystać ze świadczeń psychologicznych; aczkolwiek formalnie stanowiła po prostu uniwersyteckie laboratorium, w jakim Witmer i jego współpracownicy mogli poddać badaniom fizykalnym i psychologicznym te dzieci z pobliskich szkół, które nie wykazywały postępów w nauce szkolnej, bądź które z powodu „defektów moralnych” sprawiały problemy dyscyplinarne. Dzieci do „kliniki” kierowali rodzice, bądź nauczyciele, zaś celem Witmera była próba ustalenia przyczyn takich problemów. Witmer był w szczególności zainteresowany zagadnieniem opóźnienia umysłowego.